# Gósol
Gósol este o localitate în Spania în comunitatea Catalonia în provincia Lleida. În 2002 avea o populație de 235 locuitori.
1. ↑  Nomenclátor Geográfico de Municipios y Entidades de Población (20240402 edition)
2. ↑  Marc Canturri (17 iunie 2019), Ajuntaments constituïts: així queden els plens municipals al Berguedà, poble a poble (în catalană), accesat în 28 octombrie 2024
3. 1 2   http://www.idescat.cat/pub/?id=aec&n=925&t=2016 Lipsește sau este vid: |title= (ajutor)